# Doubice
Doubice (německy Daubitz) je obec v okrese Děčín, ve Šluknovském výběžku, na rozhraní Lužických hor a Národního parku České Švýcarsko. Původní německé obyvatelstvo bylo vysídleno po roce 1945. Dnes obec slouží převážně rekreaci. Žije zde 98 obyvatel, počtem obyvatel patří k nejmenším obcím okresu Děčín. Ještě v polovině dvacátého století byl počet obyvatel téměř desetkrát vyšší. Od ledna 1975 do 31. prosince 1992 byla Doubice součástí města Krásná Lípa. V první polovině 15. století zde byla poblíž čp. 68 sklářská huť, jak dokládají starší nálezy.

## Geografie

### Poloha
Obec Doubice je součástí Mikroregionu Tolštejn. Leží na rozhraní Českého Švýcarska a Lužických hor.
Sousedními obcemi sídla jsou Jetřichovice, Chřibská, Krásná Lípa, Staré Křečany a Sebnitz.

### Členění
Obec tvoří části Staré a Nové Doubice. Staré Doubice tvoří zástavba v okolí kostela a rybníků. Nové Doubice navazují jižněji u úpatí vrchu Spravedlnost (534 m n. m.). K obci Doubice patřila také osada Zadní Doubice, ležící v údolí řeky Křinice nedaleko česko-německé státní hranice, která po roce 1945 zanikla v důsledku vysídlení (odsunu) německého obyvatelstva.

## Historie
První písemná zmínka o vesnici pochází z roku 1457. V první polovině 15. století byla poblíž čp. 68 činná sklářská huť.

## Obyvatelstvo
|           | 1869  | 1880  | 1890  | 1900 | 1910 | 1921 | 1930 | 1950 | 1961 | 1970 | 1980 | 1991 | 2001 | 2011 |
| --------- | ----- | ----- | ----- | ---- | ---- | ---- | ---- | ---- | ---- | ---- | ---- | ---- | ---- | ---- |
| Obyvatelé | 1 293 | 1 174 | 1 054 | 903  | 877  | 759  | 846  | 282  | 221  | 107  | 73   | 53   | 80   | 122  |
| Domy      | 177   | 189   | 189   | 193  | 191  | 189  | 192  | 187  | 64   | 34   | 24   | 27   | 27   | 34   |

## Pamětihodnosti
- Kostel Nanebevzetí Panny Marie[13]
- Vrch Spravedlnost se stejnojmennou přírodní rezervací, vyhlídkové místo
- Chřibský hrádek
- Kyjovský hrádek
- Kaple Nejsvětější Trojice (Doubice)
- Kaple Panny Marie Schönstattské (původní márnice)
- Pomník obětem pochodu smrti u bývalé Zadní Doubice[14]

## Osobnosti
- Heinrich Lumpe (1859–1936), obchodník, mecenáš a ornitolog

## Galerie

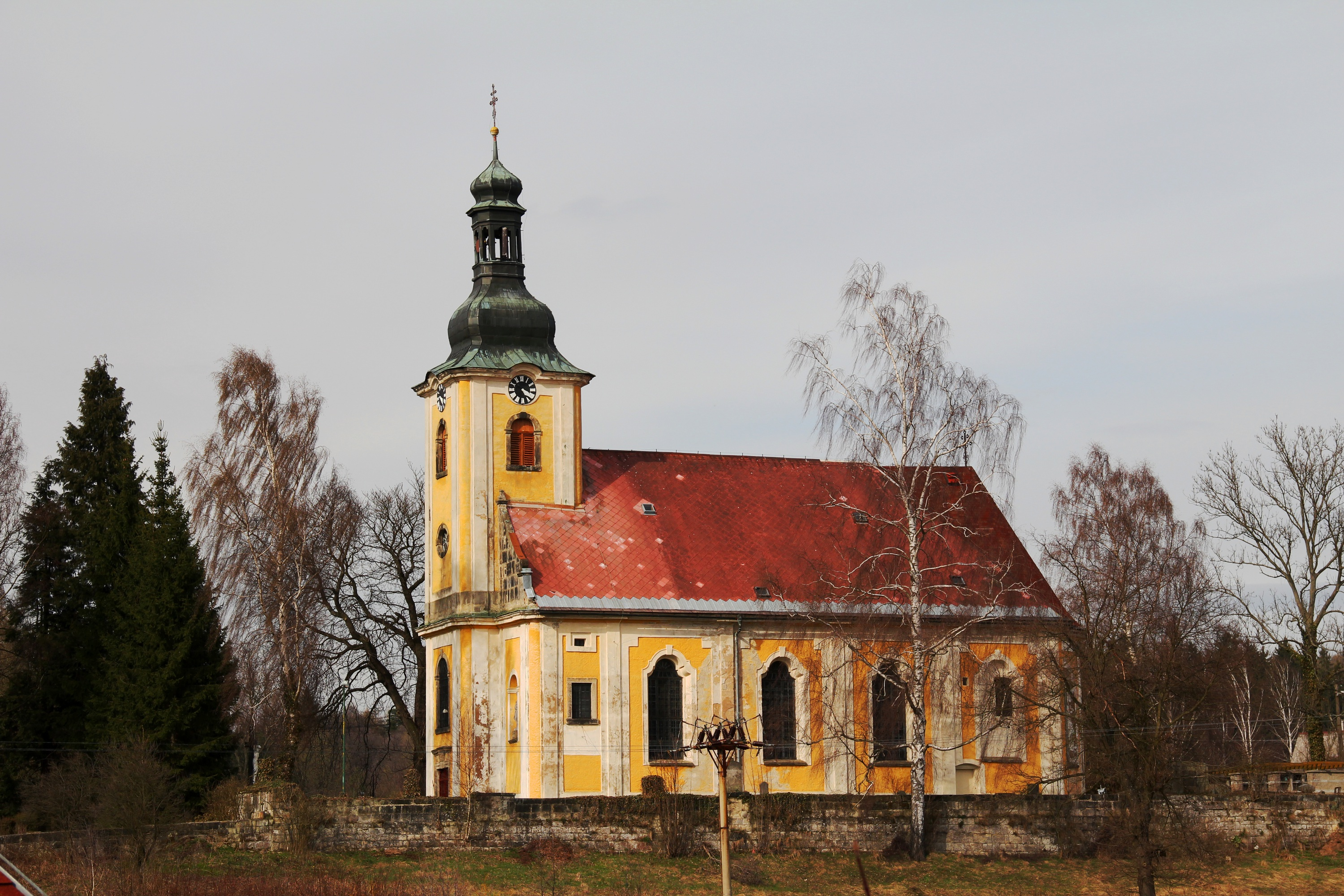
Kostel Nanebevzetí Panny Marie
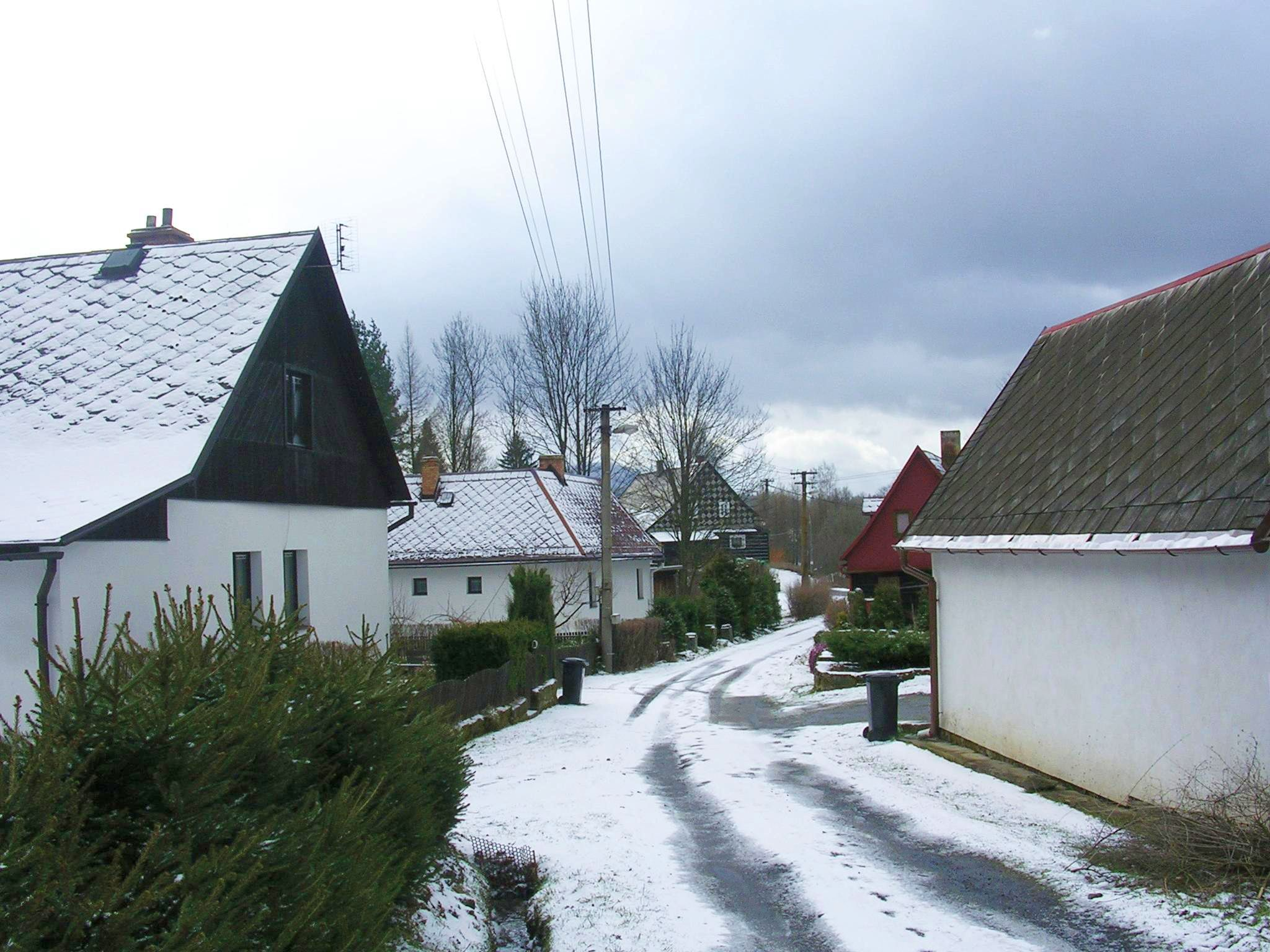
Ulička severně od kostela
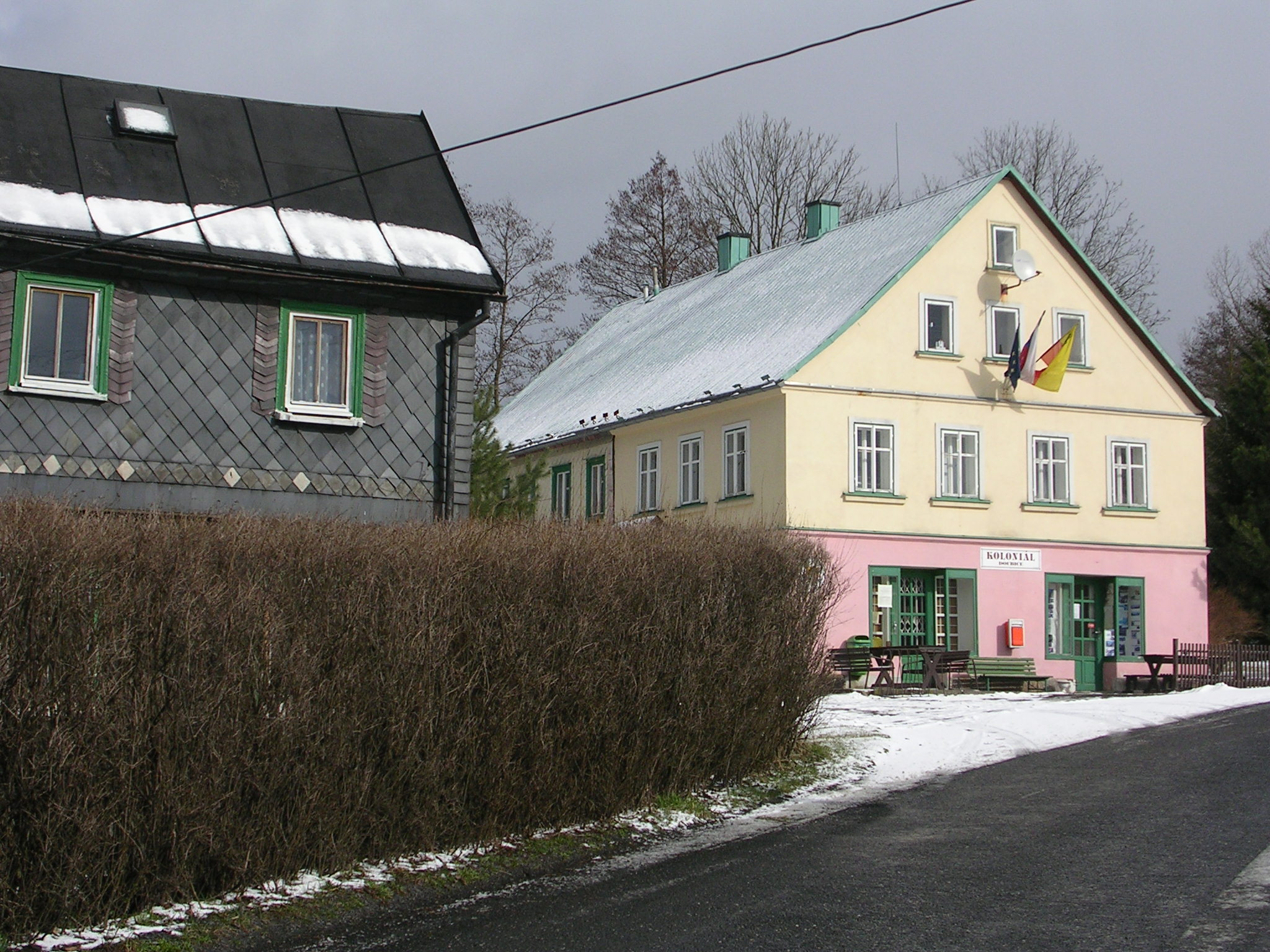
Obecní úřad a koloniál
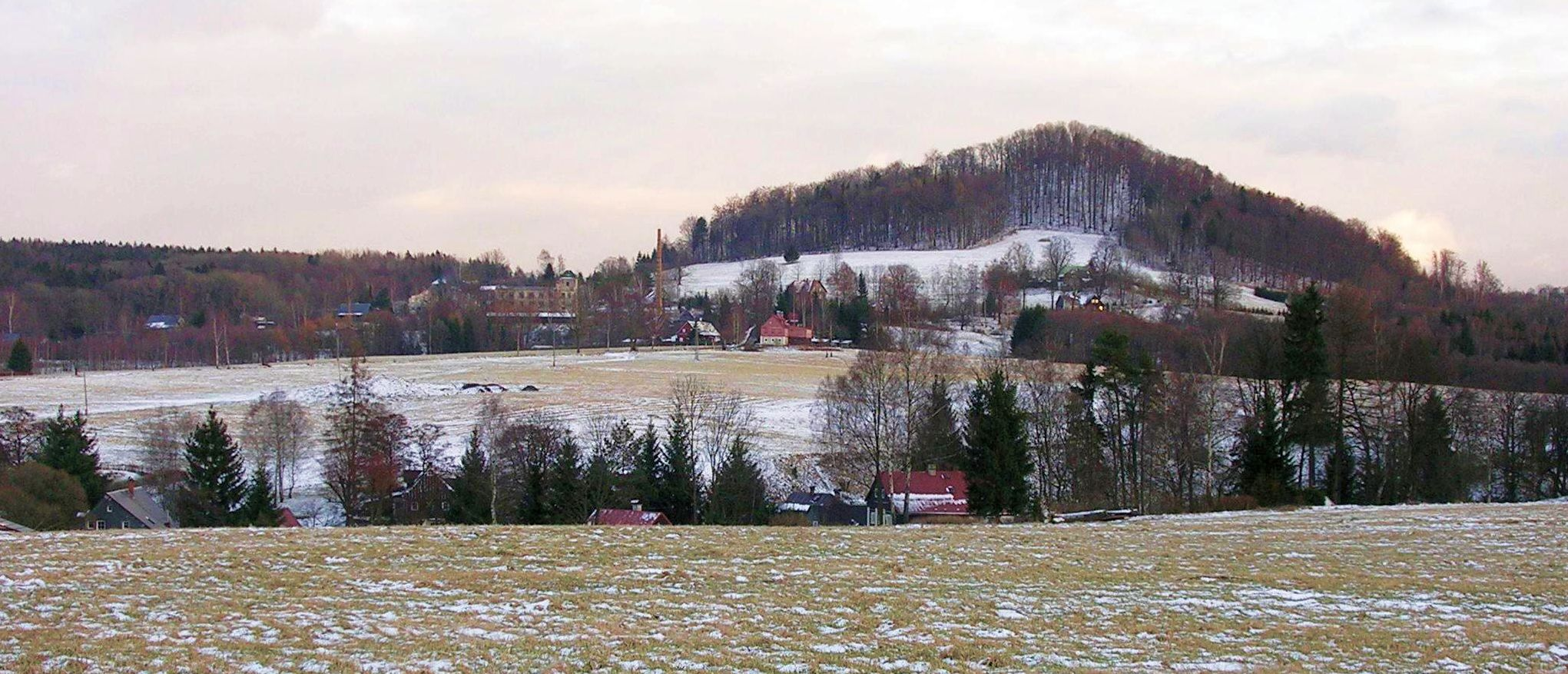
V pozadí Nová Doubice a vrch Spravedlnost
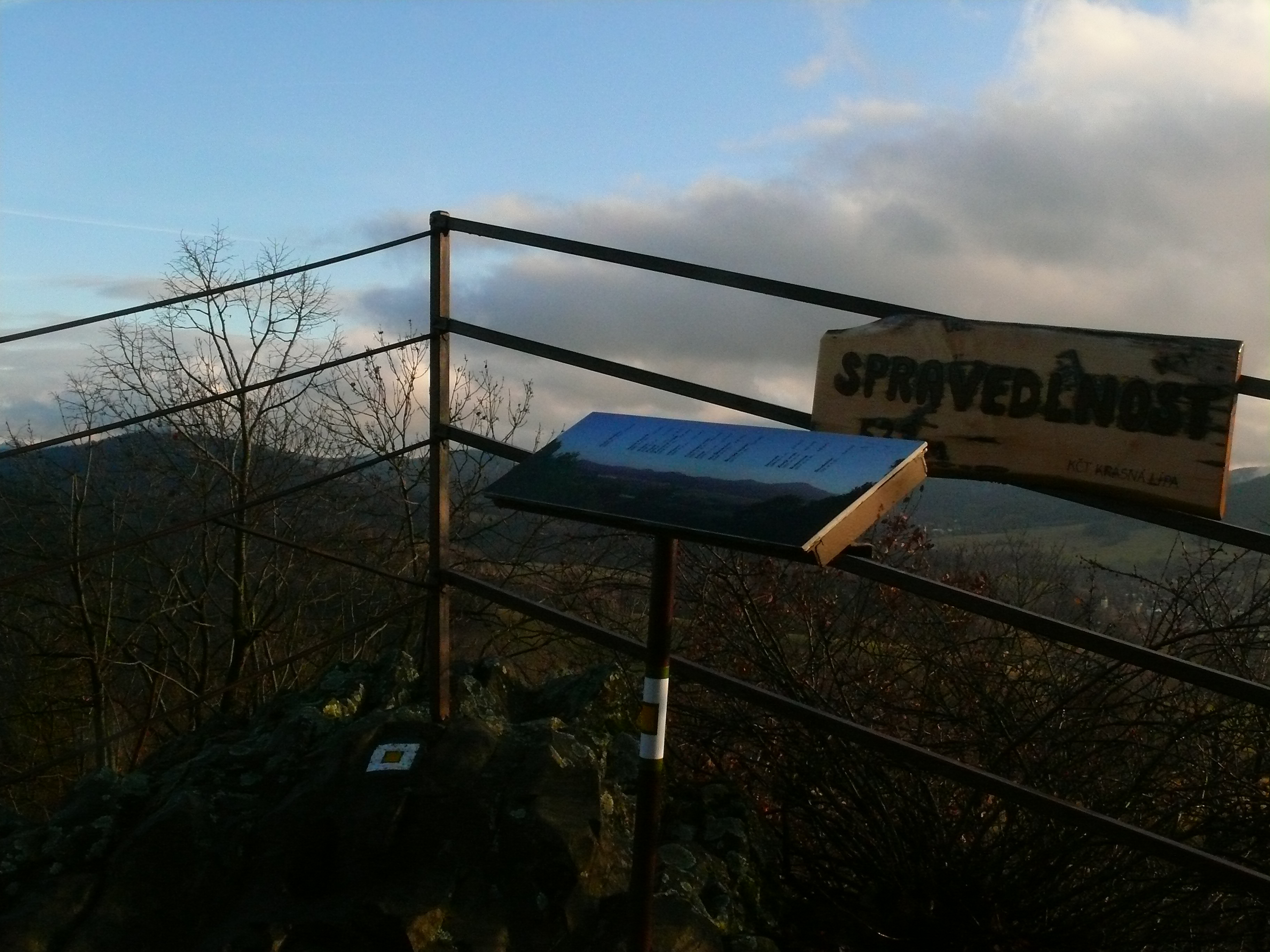
Vyhlídka na kopci Spravedlnost